# Francesc Xavier Vega Castellví
Francesc Xavier Vega Castellví (Flix, 18 d'octubre de 1955) és un professor i filòsof català.
Llicenciat en Filosofia per la Universitat de Barcelona (1979), on també cursà el programa d'Hermenèutica Filosòfica (1988-1990). Entre 1981 i 2016 va exercir com a professor de Filosofia a l'Institut de Flix, centre on va ser el director entre 1996 i 2003. En els períodes 1983-1991 i 2003-2004 va ser regidor de cultura de l'Ajuntament de Flix.
Ha estat Director dels Serveis Territorials d'Educació a les Terres de l'Ebre (2004-2006) i Director dels Serveis Territorials de Cultura a les Terres de l'Ebre (2007-2011).
Com a activista cultural ha estat membre fundador del Centre d'Estudis de la Ribera d'Ebre, el primer director de Ràdio Flix (1982) i editor de la revista de debat polític i cultural Fòrum (1991-1992).
Ha col·laborat en diversos mitjans com Revista de Catalunya, El Món, Ateneu, Avui, El Punt, Miscel·lània del CERE i Núvol. En els darrers anys ha desenvolupat una intensa activitat com a conferenciant sobre temes filosòfics, literaris i polítics. És autor del llibre Terres de l'Ebre, frontera i frontissa (2017) i de desenes d'articles sobre filosofia, literatura i política, en especial sobre la relació entre el pensament germànic (Herder, Goethe, Nietzsche) i els orígens del catalanisme.
És militant d'Esquerra Republicana de Catalunya des de 1992.

## Publicacions
- Vega Castellví, Xavier. «El lloc de Flix a les Terres de l'Ebre». Miscel·lània del Centre d'Estudis de la Ribera d'Ebre, [en línia], 2018, Núm. 28, p. 117-28, [Consulta: 10-03-2020]
- Vega Castellví, Xavier 1955-. Terres de l'Ebre, frontera i frontissa. 1ª ed. Lleida: Pagès, 2017. ISBN 978-84-9975-842-8.